# 张斯桂
张斯桂（1816年—1888年），清朝末年中国外交官，日本通，洋务派幹将之一。张是清朝与日本就琉球群岛归属问题争议的当事关键人物之一。字景颜，号鲁生，世称「張魯生」。

## 生平
大清嘉慶二十一年十二月十五日，生于浙江省宁波府慈溪县的庄桥马径村，今属于宁波市城区的江北区。少年时曾考中秀才出身。
在宁波城里，从学于美国著名传教士丁韪良（W.A.P. Martin），丁教授张英文，而张教授丁中文，二人互为师生，从而张成为当时清末少有的学贯中西的人士之一。张也被丁韪良评为“中國文人階層中最優秀的一類典型，他們是那種古典知識不會導致對現代科學產生偏見的人”，“是通儒型的人物，有經世之才，也頗知西學”。
1854年，宁波商人联合宁绍台道，从英国进口中国第一艘机器轮船“宝顺轮”，张被任命为指挥员，相当于现今的船长，是接触到现代轮船现代航海的首批中国人之一。任宝顺轮船长期间，张指挥轮船走南闯北，在海上多次击溃海盗，获得清朝廷的嘉奖。
1861年，曾国藩识其才干，在安庆延揽张入幕。张从而为曾从事“帮办营务”，功劳很大，很受曾的器重。曾曾在日记中赞张“工于制造洋器之法”。曾曾先让张巡视湘军的火药所，再巡视器械所，并委托他协助训练洋枪炮队。张并介绍容闳予曾国藩。
1864年，为丁韪良的《万国公法》中文译本作序言，被丁评作：“展示了中国人在那个时代非常少见的对国际关系的理解能力”。
收到清廷洋务派的器重，被沈葆桢延揽入幕，受聘福州船政局，担任总巡各厂，兼管洋务学堂。沈先让张负责海图，后委托张仿造西方水雷、电信，推进了近代水雷和电信的国产化，是清末洋务运动的实干家之一。
1876年，奉旨被清廷赏加三品顶戴。同年，奉命钦差出使日本国，担任首任副使，成为晚清中国人赴日本调查学习的首批人物之一。曾纪泽、董沛等为他送行。
1880年4月，张与在日本考察的丁韪良在东京相见。
1882年，张从日本回国，奉命出任广平知府。
光緒十四年三月初六，卒于任，享年七十三岁。

## 外交理念
张委婉比拟当时的中外，或说清朝和列强的关系类似东周时期周天子和各诸侯国的关系。东周时期，周室已经衰弱，而诸侯国中强大者，能“挟天子以令诸侯”。“首善之區，四海同會，萬國來王”，作为中国人，张还有中华本位的思想。
张认为英国、美国、法国、俄罗斯帝国是当时世界的“四强”，并认识到了工业革命的重要性和学习西方的迫切性。

## 现今纪念
- 今有张斯桂外交协会，以张斯桂命名，以示纪念

## 代表著作
- 丁韪良《万国公法》，张受邀为之作序
- 日本医书《皇国名医传》，张受邀为之作序
- 日本医书《先哲医话》，张受邀为之作序
- 高橋二郎譯述、岡千仞刪定的《法蘭西志》，张受邀为之作序
- 《使东诗录》（光緒十九年・明治二六年・1893年跋）。奠定了张晚清最早“放眼看世界”先驱者之一的地位，是中国人系统学习考察日本近现代社会的肇始。

## 遗物
- 張斯桂詩箋